# 上甘岭 (电视剧)
《上甘岭》，2024年上映的战争电视剧，背景为抗美援朝战争中的上甘岭战役。该剧由刘伟强执导，黄轩、王雷、袁文康、潘斌龙、刘浩存等主演。